# Mentö Dorje Namgyal
Mentö Dorje Namgyal (tibétain : སྨན་སྟོད་རྡོ་རྗེ་རྣམ་རྒྱལ།, Wylie : sman stod rdo rje rnam rgyal) aussi appelé Menkhab Todpa (tibétain : སྨན་ཁབ་སྟོད་པ, Wylie : sman khab stod pa) est le gouverneur général du Kham (de 1926 à 1929) et un ministre tibétain (de 1929 à 1931).